# 아이노소노 ~Touch My Heart!~
아이노소노 ~Touch My Heart!~(愛の園 〜Touch My Heart!〜 사랑의 정원 ~터치 마이 하트!~[*])는 2003년 9월 18일에 발매된 모닝구무스메 오토메구미의 첫 번째 싱글이다.

## 개요
- 2003년 9월, 모닝구무스메 15명의 멤버를 모닝구무스메 사쿠라구미와 모닝구무스메 오토메구미로 나누어 활동을 시작하였다.

- 멤버는 이이다 카오리, 이시카와 리카, 쓰지 노조미, 오가와 마코토, 후지모토 미키, 미치시게 사유미, 다나카 레이나 등 7명이다.

- 무대 의상은 파랑(이이다), 노랑(이시카와), 하늘(쓰지), 초록(오가와), 빨강(후지모토), 보라(미치시게), 주황(다나카) 등 무지개색으로 표현하였다.

## 수록곡
1. 愛の園 ~Touch My Heart!~
작사, 작곡 : 층쿠 / 편곡 : 스즈키 슌스케
2. でっかい宇宙に愛がある (モーニング娘。おとめ組Version)
작사, 작곡 : 층쿠 / 편곡 : 다카하시 유이치
3. 愛の園 ~Touch My Heart!~ (Instrumental)

## 참여 뮤지션
※괄호는 트랙 번호
- 스즈키 슌스케 - 기타, 프로그래밍 (1)
- 에가와 호진 - 베이스 기타 (1)
- 다카하시 유이치 - 기타, 프로그래밍, 코러스 (2)

## 차트
- 주간최고순위 3위 (오리콘 차트)